# ブラウンGP
ブラウンGP（Brawn GP）は、ウィリアムズ、アロウズ、ベネトン、スクーデリア・フェラーリ、ホンダなどで活躍したロス・ブラウンが2009年に設立したイギリスのレーシングチームである。2009年11月、メルセデスに買収されメルセデスGPとなった。
チーム名（及びチーム代表）の「Brawn」は、日本のメディアではブラウンと表記するのが一般的だが、英語での"aw"は発音をカタカナ表記すると「オー」であり、ブローンの方が実際の発音に近い。また、一部のF1雑誌・記事（『F1 STINGER』（ネコ・パブリッシング）など）で「ブロウンGP」という表記も見られる。本記事では便宜上、以下日本で一般的な「ブラウンGP」の表記で統一する。

## 概要

### チーム設立
2008年後半、原油価格高騰やリーマン・ショックに起因する世界金融危機による業績悪化からホンダF1の親会社である本田技研工業はF1からの撤退を12月5日に発表した。その後、リチャード・ブランソン率いるヴァージン・グループや、デビッド・リチャーズ率いるプロドライブなどからチーム買収を持ちかける話があったものの、「チームに対して様々なオファーはあるが、我々は現実的な買収者を見出せていない」状態だった。
噂としてはニック・フライ、ロス・ブラウンら旧首脳陣によるマネジメント・バイアウト(MBO)があがっていた。最終的にホンダのF1活動に関連する企業群を束ねる持株会社である「Honda GP Holdings Ltd.」社が保有するホンダF1株式の100%をブラウン個人が買い取る形でチームが売却された。なおチームの売却価格は「1ポンド」であったほか、ホンダから新経営陣に「100億円に達しない額」の保証金も支払われているという。
チーム名称については、当初、“Pure Racing（ピュア・レーシング）”にすることや、”ティレル”の復刻も考えていたが、最終的に法律担当から“あなたの名前で呼びましょう”と言われて決定した。
ブラウン以外の経営陣では、旧HRF1でCEOに就任していたフライがCEO職務継続とブラウンが明らかにしている。またチーム正式発表後のブラウンQ&Aでも、経営陣継続を明らかにしていた。

### 2009年

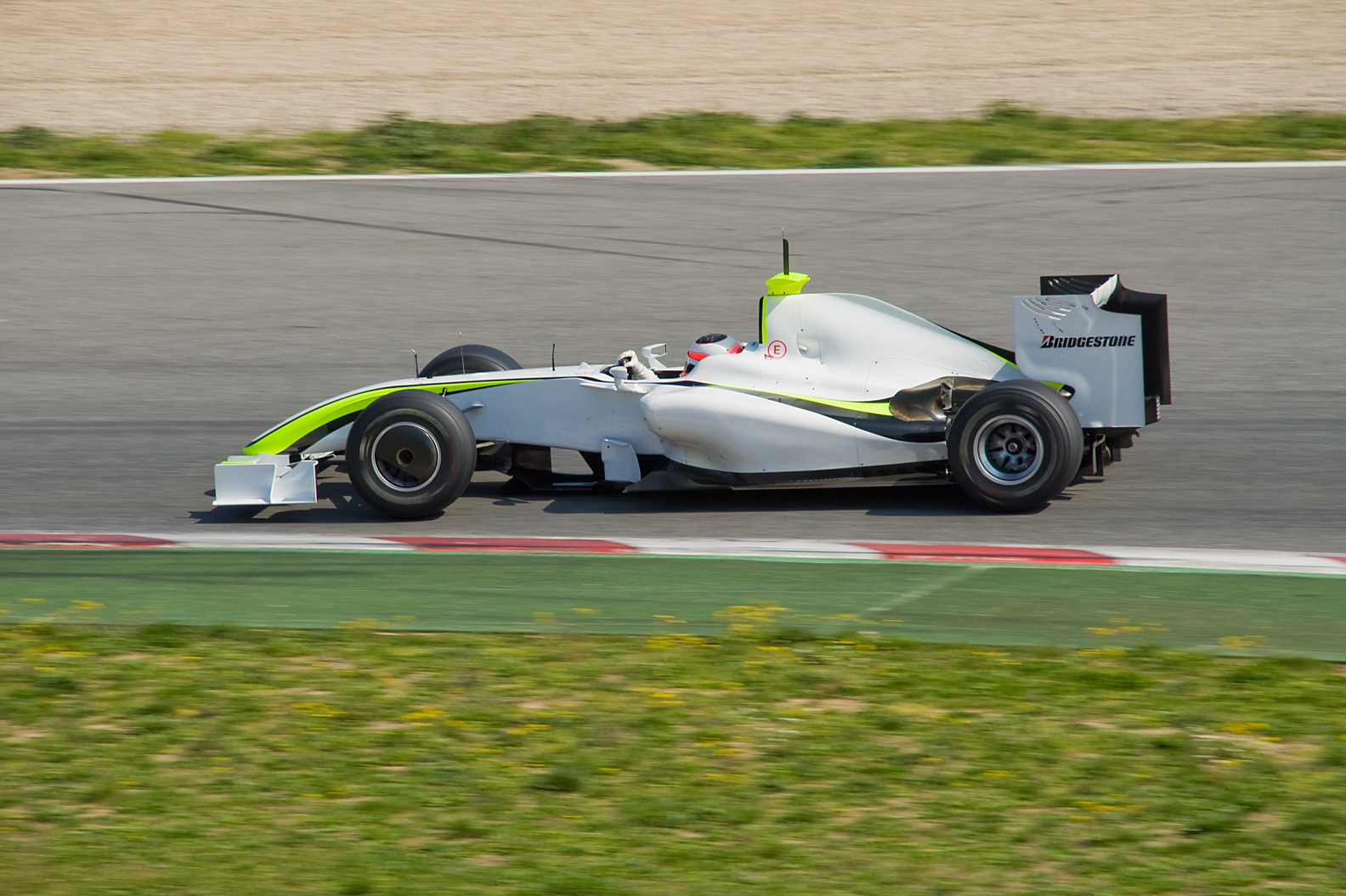
バルセロナ合同テスト（バリチェロ）
この時点でスポンサーロゴが無い。

エンジンはメルセデスから供給を受け、レースドライバーは2008年のホンダと同じくジェンソン・バトンとルーベンス・バリチェロの2名に決定した。リサーブドライバーは当初はアレクサンダー・ヴルツが続投する予定だったが、開幕直前になってアンソニー・デビッドソンに変更された。この点についてニック・フライは「ヴルツを雇えるほど我々は裕福ではない」とコメントしている 。ヴルツはチームにアドバイザーとして残留することとなった。
2009年用のマシンであるBGP001は3月6日にシルバーストーンでシェイクダウンされた。12月5日にホンダがF1撤退を表明して以来、2009年のシーズンを迎えるにあたりとても重要な時期である12月・1月・2月のテストを棒に振ったにもかかわらず、3月9日-12日のバルセロナ合同テスト、3月15日-17日のヘレス合同テストでは、トップタイムを記録するなど、速さを披露。しかし、イギリスGPそしてドイツGPと気温が低くなったレースではマシンの特性上性能を発揮することが難しく、苦戦する場面も見受けられた。
カーナンバーについては、当初はホンダのものを受け継ぎ18, 19となる予定であったが、後に新規エントリー扱いとなったためフォース・インディアを繰り上げ、20, 21を割り当てることとした。しかし変更時期がシーズン開幕目前であり、フォース・インディア側がカーナンバー20, 21を使用したチームグッズを作っていたため、18, 19を空き番として22, 23が割り当てられることになった。

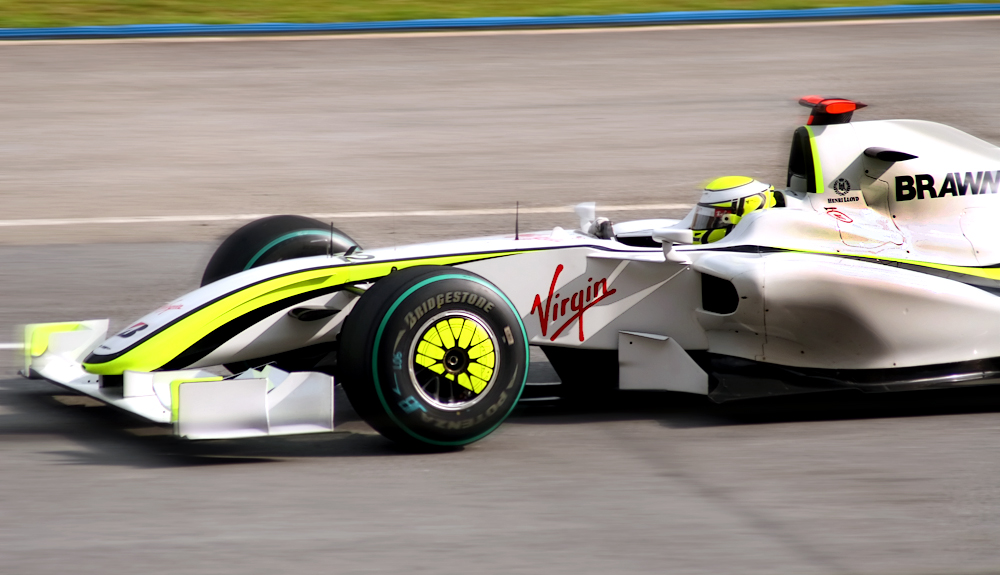
マレーシアGP（バトン）
チームとヴァージンのロゴだけが入った状態

3月27日から第1戦オーストラリアGPを迎えた。予選ではQ1、Q2ではバリチェロが1位、バトンが2位、Q3ではバトンが1位、バリチェロが2位と全セッションのトップタイムと2位タイムを記録し、フロントローを独占した。デビューレースでのポールポジション獲得は1970年カナダグランプリのティレル以来、フロントロー独占は1970年南アフリカグランプリのマーチ以来ともに39年ぶりの快挙だった。決勝はポールポジションからスタートしたバトンが、1度もトップを譲らずにポール・トゥ・ウィンで優勝。2位にバリチェロが入りワンツーフィニッシュ。デビュー戦での優勝は、1977年アルゼンチンGPのウルフ以来32年ぶり、初出場のチームが初戦でワンツーフィニッシュしたのは1954年フランスGPのメルセデス以来55年ぶりとなる快挙だった。
第2戦マレーシアGPでもバトンがポールポジションからスタートし、ファステストラップと優勝を記録、ハットトリックを達成した。初参戦チームの開幕2連勝は選手権初年度となる1950年のアルファロメオ以来の記録となった。
シーズン中盤にはレッドブルのセバスチャン・ベッテルとマーク・ウェバーの激しい追い上げを受け、バトン、バリチェロ、ベッテル、ウェバーの4人がタイトル争いをしていたが、第16戦ブラジルGPで、バトンが自身初、そしてチーム初となるダブルタイトルを獲得した。参戦初年度のチームがコンストラクターズタイトルを獲得することは、F1史上初めての快挙である。

#### スポンサー

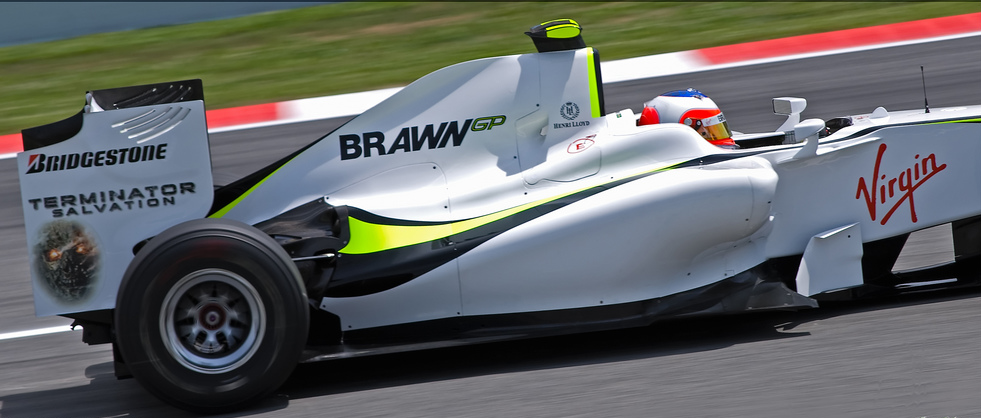
スペインGPでのBGP001

開幕戦ではヴァージン・グループとヘンリ・ロイドのロゴしかなかったが、グランプリを経るごとに増えている。第3戦中国GPでは、サングラスメーカーのレイバンとのパートナー契約とスイスの外国為替ブローカーのMIGインベストメンツとの3年契約を発表。第5戦スペインGP前に、ブレーキフルードを提供するエンドレスと、シートベルト（シートハーネス）を提供するウィランズとの提携を発表した。また、スポットスポンサーとして、リヤウイング翼端板にターミネーター4(TERMINATOR SALVATION) のロゴが掲げられた。第14戦シンガポールGPでは、カメラメーカーとして有名なキヤノン（正確には、キヤノン・シンガポール）のスポットスポンサーを得た。サイドポンツーンに大きくキヤノンのロゴが掲載されている。
当時、タイトルスポンサーの不在などから、チームの財政が厳しい状況に置かれている事をマシンカラーリングからも判断できる。しかし、CEOのニック・フライは、タイトルスポンサーの獲得は急がないとの考えを示していた。いくつかの大企業からスポンサーの申し出があることも明らかにしている。それでもやはり経営的には厳しいためか、シーズン開幕時に約700人いたスタッフのうち約270人を解雇する方針を明らかにしていた。

### メルセデスによるチーム買収
11月16日にメルセデスが45.1%、アブダビ企業のアバール・インベストメンツが30%の株式を買取り2010年からメルセデスのワークスチーム「メルセデスGP」として参戦することを発表した。チームリーダーは引続きロス・ブラウンがリーダーシップを執り、メルセデス・ベンツのモータースポーツ責任者であるノルベルト・ハウグが共同で運営に当たる事になる。これにより、「ブラウンGP」としてのチームは、わずか1年で消滅することとなった。
メルセデス、アバール双方による投資（買収）金額は1億1千万ポンド（約147億970万円）に上り、2009年シーズンでブラウンGPが得た利益が9850万ポンド（約131億7190万円）を計上したことを発表した。この内、ブラウン、フライがそれぞれ2000万ポンドずつを得て、幹部クラスも150万ポンド近い臨時ボーナスを得たという。

## 戦績
| 年   | No. | ドライバー             | 1   | 2   | 3   | 4   | 5   | 6   | 7   | 8   | 9   | 10  | 11  | 12  | 13  | 14  | 15  | 16  | 17  | ポイント | ランキング |
| 年   | No. | ドライバー             | AUS | MAL | CHN | BHR | SPA | MON | TUR | GBR | GER | HUN | EUR | BEL | ITA | SIN | JPN | BRA | ABU | ポイント | ランキング |
| ---- | --- | ---------------------- | --- | --- | --- | --- | --- | --- | --- | --- | --- | --- | --- | --- | --- | --- | --- | --- | --- | -------- | ---------- |
| 2009 | 22  | ジェンソン・バトン     | 1   | 1   | 3   | 1   | 1   | 1   | 1   | 6   | 5   | 7   | 7   | Ret | 2   | 5   | 8   | 5   | 3   | 172      | 1位        |
| 2009 | 23  | ルーベンス・バリチェロ | 2   | 5   | 4   | 5   | 2   | 2   | Ret | 3   | 6   | 10  | 1   | 7   | 1   | 6   | 7   | 8   | 4   | 172      | 1位        |

- 太字はポールポジション、斜字はファステストラップ。(key)
- 2009年第2戦マレーシアGPは雨天で赤旗中断となり規定周回数の75％を満たさなかったため獲得ポイントは半分となる。